# A Wandering Winterdream Beneath the Cold Moon
A Wandering Winterdream Beneath the Cold Moon – debiutanckie wydawnictwo niemieckiego zespołu blackmetalowego Lunar Aurora, wydane w 1995 roku. Sfinansowane zostało ono w całości przez członków zespołu. Ukazało się w liczbie jedynie 100 kopii.

## Lista utworów
1. "Intro" – 0:36
2. "A Journey into Void" – 4:21
3. "Dark Vision" – 6:34
4. "Eye Behind the Clouds" – 4:33
5. "Im Schein des Kalten Lichts" – 14:02

## Twórcy
- Aran
- Whyrhd